# Șarpe de alun
Șarpele de alun (Coronella austriaca) este un șarpe neveninos din familia colubride (Colubridae) răspândit în Europa centrală, de nord și de sud-est și regiunea ponto-caspică.  În România și Republica Moldova trăiește subspecia Coronella austriaca austriaca. În România se întâlnește pretutindeni unde găsește condiții bune de viață și este ocrotit prin lege.

## Descrierea
Este un șarpe mic, zvelt, cu o lungime de până la 70—80 cm, coada de lungime mijlocie. Longevitate 8-10 ani. Botul  proeminent. Solzii dorsali sunt netezi, dispuși în 19 șiruri longitudinale. Ventral are 153-199 scuturi. Scutul anal divizat. Mai are 41-70 de perechi de scuturi subcaudale. Ochiul în contact cu scuturile supralabialele 3-4, nara situată în mijlocul scutului nazal; scutul frontal mai scurt decât scuturile parietalele; scutul frenal mai lung decât înalt. Din cauza aspectului general și a petei închise de pe cap, mulți îl confundă la prima vedere cu o viperă. 

## Coloritul
Spatele este brun sau brun-roșcat, la mascul, iar la femelă, cenușiu-brun. Desenul dorsal variază, de obicei se văd două sau patru șiruri de pete brun-închise, care pot fuziona, formând un desen vărgat longitudinal sau transversal. Uneori au patru dungi longitudinale mai închise, brune, cu pete negre-brune. Pe porțiunea posterioară a capului se observă o pată închisă, mare, neagră-brună, adesea scobită posterior sau cu două prelungiri. De la nară, începe o dungă neagră-brună, care trece prin dreptul ochilor până la colțurile gurii. Abdomenul este brun sau roșu-cărămiziu la mascul, cenușiu până la negru la femelă; în regiunea cefalică abdomenul este alburiu. Puii au capul (pileusul) adesea negru, iar abdomenul roșu-cărămiziu intens. 

## Răspândirea

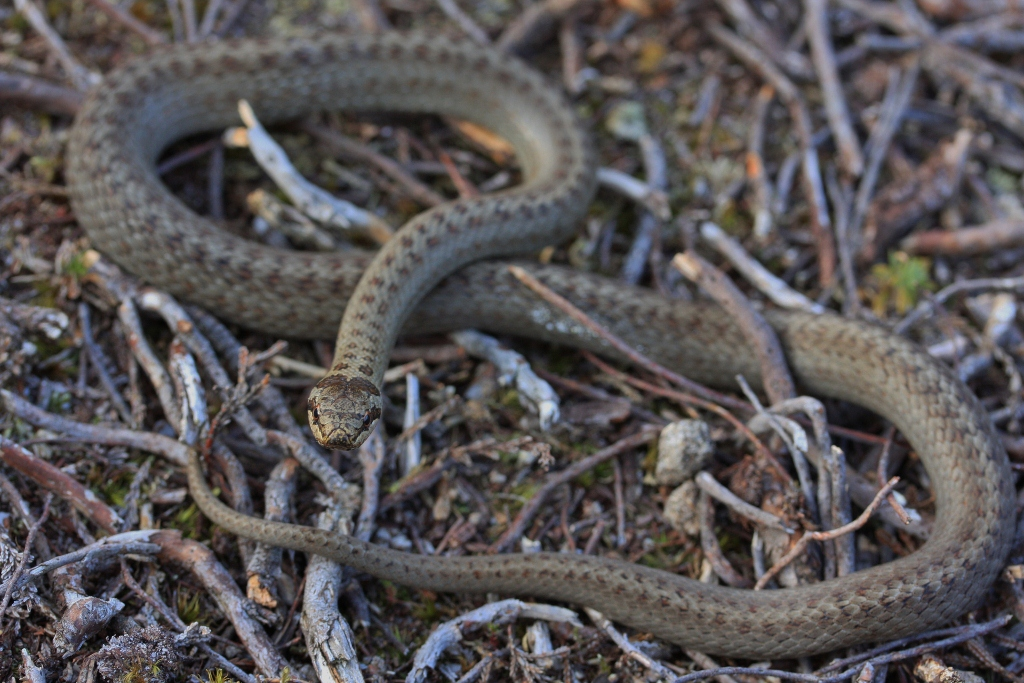
Șarpe de alun

Este răspândit în Europa și sud-vestul Asiei.
A fost găsit în Sudul Marii Britanii, sudul Norvegiei, sudul Suediei, sudul Finlandei, nordul Portugaliei, nordul Spaniei, Franța, Belgia, Luxemburg, Olanda, Germania, Elveția, Italia, Austria, Republica Cehă, Slovacia, Polonia, Estonia, Letonia, Lituania, Belarus, Ungaria, Bosnia și Herțegovina, Croația, Slovenia, Muntenegru, Macedonia, Serbia, România, Bulgaria, Albania, nordul Greciei, nordul Turciei, Republica Moldova, Ucraina, sud-vestul Rusiei, Georgia, Armenia, Azerbaidjan, vestul Kazahstanului și nord-vestul Iranului.

## Habitatul
Preferă solurile uscate și însorite de la margini de pădure, în luminișuri și de lângă drumuri cu tufe, zone de stâncărie cu vegetație arborescentă, buruienișuri, bolovănișuri, de la pădurile de șes până la 1500 m altitudine. În zonele umede este foarte rar. 

## Comportamentul
Are o activitatea diurnă. Se mișcă relativ lent, se poate cățăra pe arbuști, pe ramurile cărora se sorește. Devine foarte agresiv când este capturat sau deranjat, se face colac și șuieră, repezindu-se să muște. Mușcătura este inofensivă. Luat în mână împroașcă o secreție rău mirositoare, eliminată de glandele anale situate la baza cozii. La finalul lunii octombrie se retrage în găuri, în locuri destul de ascunse unde intră în hibernare până în luna aprilie, când iese și devine activ. 

## Hrana
Se hrănește îndeosebi cu reptile (șopârle, chiar de mărimea unui gușter, șerpi tineri), rareori cu mamifere mici rozătoare sau insectivore și păsări. Prada este imobilizată prin încolăcire, pe care o sugrumă și apoi o înghite. 

## Reproducerea
Împerecherea are loc în lunile aprilie-mai, masculul imobilizează femela, apucând-o de cap și încolăcindu-se în jurul ei. Este ovovivipar, dar adesea depune ouă din care ies curând puii. Femela depune ponta formată din 3-15 ouă în lunile august-septembrie. Puii la eclozare au 125-180 mm și năpârlesc destul de curând. 